# MAGEB1
MAGEB1 (англ. MAGE family member B1) – білок, який кодується однойменним геном, розташованим у людей на короткому плечі X-хромосоми. Довжина поліпептидного ланцюга білка становить 347 амінокислот, а молекулярна маса — 39 037.
| 10         |  | 20         |  | 30         |  | 40         |  | 50         |
| ---------- |  | ---------- |  | ---------- |  | ---------- |  | ---------- |
| MPRGQKSKLR |  | AREKRRKARE |  | ETQGLKVAHA |  | TAAEKEECPS |  | SSPVLGDTPT |
| SSPAAGIPQK |  | PQGAPPTTTA |  | AAAVSCTESD |  | EGAKCQGEEN |  | ASFSQATTST |
| ESSVKDPVAW |  | EAGMLMHFIL |  | RKYKMREPIM |  | KADMLKVVDE |  | KYKDHFTEIL |
| NGASRRLELV |  | FGLDLKEDNP |  | SGHTYTLVSK |  | LNLTNDGNLS |  | NDWDFPRNGL |
| LMPLLGVIFL |  | KGNSATEEEI |  | WKFMNVLGAY |  | DGEEHLIYGE |  | PRKFITQDLV |
| QEKYLKYEQV |  | PNSDPPRYQF |  | LWGPRAYAET |  | TKMKVLEFLA |  | KMNGATPRDF |
| PSHYEEALRD |  | EEERAQVRSS |  | VRARRRTTAT |  | TFRARSRAPF |  | SRSSHPM    |

A: Аланін

C: Цистеїн

D: Аспарагінова кислота

E: Глутамінова кислота

F: Фенілаланін

G: Гліцин

H: Гістидин

I: Ізолейцин

K: Лізин

L: Лейцин

M: Метіонін

N: Аспарагін

P: Пролін

Q: Глутамін

R: Аргінін

S: Серин

T: Треонін

V: Валін

W: Триптофан

Кодований геном білок за функцією належить до пухлинних антигенів. 